# ظن
الظن عند الفقهاء التردد بين أمرين استويا أو ترجح أحدهما على الآخر. وأما عند المتكلمين فالشك تجويز أمرين ليس لأحدهما مزية على الآخر والظن تجويز أمرين أحدهما أرجح من الآخر والمرجوح يسمى بالوهم.

## المقدمات الظنية
المقدمات الظنية أنواع كالمشهورات والمقبولات والمسلمات والمخيلات والوهميات والمقرونة بالقرائن كنزول المطر بوجود السحاب الرطب. والمظنونات وهي القضايا التي يحكم بها العقل حكما راجحا مع تجويز نقيضه، بمعنى أنه لو خطر بالبال النقيض لجوزه العقل صادقة كانت أو كاذبة، كما يقال فلان يطوف بالليل، وكل من يطوف بالليل فهو سارق.